# Veerle Geevaert
Veerle Geevaert is een personage uit de Vlaamse soapserie Wittekerke dat werd gespeeld door Anneke De Keersmaeker. Ze was te zien in de eerste drie seizoenen van aflevering 6 tot de laatste aflevering van het derde seizoen, aflevering 170, en keerde daarna terug in het twaalfde seizoen tot in het laatste seizoen.

## Personage
Veerle is de oudste dochter van Ronnie Geevaert. Haar moeder is al enkele jaren dood. Ze heeft de moederrol overgenomen en zorgt goed voor haar broertje Simon (11 jaar) en Elsje (8 jaar). Ronnie leert arts Nellie De Donder kennen en begint een relatie met haar. Veerle kan goed met haar opschieten in tegenstelling tot Simon en Elsje. Later vindt Veerle dat Nellie haar rol overneemt en keert ze zich tegen haar. Ze is er erg vanaf dat haar broer kanker heeft en probeert zich vast te klampen aan haar geloof. Op een avond leert ze Suzanne kennen, die haar meeneemt naar een afgelegen boerderij. Op de boerderij zwaait Sonja de plak, ze runt een bioboerderij, die eigenlijk een dekmantel is voor een sekte; De Kinderen van Morgen. Sonja stelt alle slechte dingen in de wereld voor aan Veerle, zoals het slechte milieu en wil de wereld verbeteren. Ze zegt dat de wereld zal vergaan en wil een koepel bouwen zodat enkel zij zich redden. Sonja is echter enkel op het geld uit om de koepel te bouwen. Veerle wil graag lid worden, wat Sonja aanvankelijk niet wil omdat ze nog niet meerderjarig is, maar gaat toch door de knieën. Veerle wil ook dat Elsje en Simon lid worden, maar daar moet financieel wat tegenover staan. Veerle steelt duizend frank thuis, waar Ronnie al snel achter komt en erg lastig wordt. Hij verbiedt haar nog naar Sonja te gaan, maar zij trekt er nu voltijds in. Iedereen draagt zijn steentje bij om geld in te zamelen. Suzanne zegt dat zij in de groep zitten die neemt van anderen. Veerle vraagt of het niet gewoon stelen is maar Suzanne legt het uit dat het niet stelen is als het van mensen komt die genoeg hebben. Nellie wordt hun eerste slachtoffer, Veerle breekt samen met Suzanne in bij haar, maar krijgt dan wroeging en ze gaan weg. Sonja is razend en sluit Veerle op. Ronnie komt langs op de boerderij en Sonja zegt dat Veerle de dag ervoor weggegaan is. Suzanne bewerkt Veerle helemaal en maakt haar heel gewillig zodat ze zelfs blij is als Sonja haar vergeeft en opnieuw in de groep opneemt. Sonja wil een grote slag slaan voor ze naar andere oorden vertrekken, maar Veerle beseft dat ze fout bezig is. Met de hulp van de politie lokt ze de leden in een val door een overval te plegen op het café van Marcel. Sonja kan echter ontsnappen. Ze probeert het land uit te vluchten met de ferry, maar daar komt ze Veerle tegen en ze probeert haar te gijzelen. De politie is er ook en Sonja schiet Veerle neer en wordt dan gepakt. Het is slechts een vleeswonde en ze komt er goed vanaf. Kort voor het gebeuren leerde ze Bart Bauterse kennen. Hij bezoekt haar ook in het ziekenhuis en al snel worden ze verliefd op elkaar. Ronnie is echter allerminst gecharmeerd door Bart, die later de zoon van Bob blijkt te zijn. De relatie tussen Nellie en Ronnie loopt af nadat hij haar bedrogen heeft met Véronique Lemaître. Veerle is verbouwereerd dat haar vader dit gedaan heeft. Omdat Simon opnieuw ziek wordt en een behandeling in Zwitserland kan krijgen verhuist het gezin naar daar. Veerle voelt er echter niets voor om Bart achter te laten en mag bij Nellie gaan wonen.
Met Bart heeft ze een flikkerlichtrelatie en het is de hele tijd aan of uit. Ze probeert hem jaloers te maken door het aan te leggen met agent Max Moelands. Ze ontwikkelt oprechte gevoelens voor hem, maar als Max en Bart een bokswedstrijd organiseren om uit te maken wie Veerle krijgt beseft ze dat ze van Bart houdt en kiest voor hem. Veerle ontdekt dat ze zwanger is van Bart net op een moment dat het weer uit is. Ze twijfelt of ze het kind wil houden. Intussen heeft ze ook een vriendschap ontwikkeld met Geert Verschuren, die net zijn vriendin verloren heeft. Hij hecht zich al snel aan Veerle en achtervolgt haar zelfs. Bart is blij met de zwangerschap maar al snel krijgt Veerle een miskraam omdat ze een buitenbaarmoederzwangerschap had. Als Geert dit hoort slaan bij hem de stoppen door en hij ontvoert Maya, de kleindochter van Marcel, en brengt haar naar Veerle om haar op te voeden. Veerle is bang van Geert en Max en Georges kunnen hem uiteindelijk overmeesteren. Veerle zegt aan Bart dat ze niet meer met hem verder wil. Bart gaat voor Camilla Thijssen werken en is al snel gefascineerd door haar. Camilla gebruikt hem af en toe ook als seksspeeltje. Veerle ziet hen een keer vrijen in de auto. Ze wilde wel vrienden blijven met Bart maar hij is veranderd en interesseert zich niet meer voor Veerle. Zij focust zich terug op Max, maar die is inmiddels meer geïnteresseerd in Nikki De Vlieger. Veerle besluit om naar haar familie in Zwitserland te verhuizen.
Jaren later komt ze terug naar Wittekerke. Door de ziekte van haar inmiddels overleden broer Simon heeft ze besloten om dokter te worden. Ze gaat aan de slag in het ziekenhuis.

## Familie
- Ronnie Geevaert (vader)
- Barbara (moeder, nooit in beeld geweest)
- Simon Geevaert (broer)
- Elsje Geevaert (zus)
- Ivo Goeminne (nonkel)
- Lut Goeminne (tante)
- Amber Goeminne (nicht)
- Lente Goeminne (nicht)